# Espermina
La espermina, llamada también gerontina, musculamina o neuridina, es el nombre común de la N,N'-bis(3-aminopropil)butano-1,4-diamina, poliamina de fórmula molecular C10H26N4.

## Historia
Los cristales de fosfato de espermina fueron descritos por primera vez en 1678, en el semen del ser humano, por Anton van Leeuwenhoek. El nombre spermin primero fue utilizado por los químicos alemanes Ladenburg y Abel en 1888, y la estructura correcta de la espermina no fue finalmente establecida hasta 1926, al mismo tiempo en Inglaterra (por Dudley, Rosenheim y Starling) y en Alemania (por Wrede et al.).

## Propiedades físicas y químicas
A 25 °C la espermina se encuentra en fase sólida formando cristales de color blanquecino. Por encima de 29 °C, es un líquido cuyo punto de ebullición es de 150 °C.
Está documentado que este compuesto es el que contribuye de forma principal al característico olor de la esperma.
Su densidad es de 0,937 g/cm³ y su tensión superficial, 38,4 dina/cm, es aproximadamente la mitad de la del agua. Es un compuesto higroscópico y sensible al aire.

## Funciones biológicas
La espermina participa en el metabolismo celular de todas las células eucariotas y se encuentra en una amplia variedad de organismos y tejidos, siendo esencial como factor de crecimiento en algunas bacterias.
Se encuentra en forma de policatión a los valores de pH fisiológicos.
A principios de la década de 1960 se descubrió que esta poliamina interactúa funcionalmente con el ADN, contribuyendo a su estabilidad.
Parece estabilizar la estructura helicoidal del ADN, en particular en los virus.
Se forma a partir de la metionina, teniendo a la espermidina como producto intermedio. Espermidina y espermina también están presentes en los ribosomas, próximos al ARNt y a los medios de detección de virus, probablemente con el fin de estabilizar los ácidos nucleicos.
Se ha observado que, en concentraciones elevadas (1 mM), este compuesto tiene efectos neuroprotectivos, mientras que a concentraciones bajas es neurotóxico.
Por otra parte, interviene en la multiplicación y diferenciación celular; inhibe la actividad de la óxido nítrico sintetasa (nNOS).
La espermina —al igual que la espermidina y otras poliaminas sintéticas análogas— inhibe también la funcionalidad de enzimas de la familia anhidrasa carbónica (AC), que catalizan la interconversión de dióxido de carbono y agua en bicarbonato y protones (y viceversa).

## Síntesis y usos
Un método de síntesis de la espermina —desarrollado ya en 1948— es mediante la reducción del succinonitrilo a putrescina, seguido por la cianoetilación con acrilonitrilo en un precursor diciano, y una subsiguiente reducción adicional.
En cuanto a sus usos, la espermina ha sido patentada como ingrediente cosmético para productos antienvejecimiento para la reducción de las arrugas.
También se ha utilizado por su capacidad de formar complejos solubles en agua con el óxido de nitrógeno (II), lo que hace que sea más fácil de manejar que en estado gaseoso. Asimismo sirve como materia prima para la síntesis de derivados de interés médico.